# Micăsasa
Micăsasa é uma comuna romena localizada no distrito de Sibiu, na região histórica da Transilvânia. A comuna possui uma área de 71.38 km² e sua população era de 2270 habitantes segundo o censo de 2007.